# Панкеєва Оксана Петрівна
Оксана Петрівна Панкеєва (27 вересня 1967) — українська письменниця-фантастка, що пише російською мовою. Живе в місті Нікополь Дніпропетровської області. Вдова художника Дмитра Лабзова (1966—2018). Має двох синів — Кирила і Тимофія.
За освітою філолог, викладач англійської мови. Два роки працювала за фахом, після чого змінила роботу, працювала в поліклініці металургійного заводу міста Нікополь.

## Творчість
До творчого здобутку Оксани Панкеєвої належить книжкова серія «Хроніки дивного королівства» (інша назва — «Доля короля»), яка складається з 13 романів, написаних у жанрі фентезі.
- 2004 — «Перетинаючи кордони»
- 2004 — «Про користь проклять»
- 2004 — «Посперечатися з долею».
- 2004 — «Люди і примари».
- 2005 — «Шепіт темного минулого»
- 2006 — «Розсмішити богів»
- 2007 — «Шлях, що обирає нас»
- 2008 — «Пісня на двох»
- 2009 — «Хода Повелителя».
- 2010 — «Дороги і сни».
- 2011 — «Зворотний бік шляху»
- 2012 — «Роздоріжжя. Спадщина Повелителя».
- 2013 — «Роздоріжжя. Добрі сусіди».[2]